# Ерік Вейссманн
Ерік Вейссманн (словац. Erik Weissmann; 27 травня 1978, м. Братислава, ЧССР) — словацький хокеїст, лівий нападник. 
Виступав за «Слован» (Братислава), «Дукла» (Сеніца), ХК «Нітра», ХК «Трнава», ХКм «Зволен», ХК «Злін», «Сибір» (Новосибірськ), ХК «Вітковіце», ХК «Кошице», «Металург» (Жлобин), ХК «Попрад», «Лада» (Тольятті), «Крила Рад» (Москва), ХК 05 «Банська Бистриця», «Казцинк-Торпедо».
У складі національної збірної Словаччини провів 7 матчів (3 голи). 
Досягнення
- Чемпіон Словаччини (2000), бронзовий призер (2011)
- Чемпіон Чехії (2004).